# Alveopora viridis
Alveopora viridis is een rifkoralensoort uit de familie van de Acroporidae. De wetenschappelijke naam van de soort is voor het eerst geldig gepubliceerd door Quoy & Gaimard.